# طلوع (فیلم ۱۳۴۹)
طلوع فیلمی به نویسندگی و کارگردانی سلیمان میناسیان و هراند میناسیان این فیلم در سال ۱۳۴۸ ساخته میشود و در ۲۶ فروردین ۱۳۴۹ اکران میشود. فیلمنامه این فیلم با همکاری مشترک سلیمان و هراند و ثریا شکیبایی نوشته شد. طلوع اولین فیلم بلند سینمایی استودیو چاپلین فیلم بوده است و به صورت رنگی استیمن کالر تولید شد .

## خلاصه داستان
دکتر میانسالی که همسر و دو فرزند دارد، احساس یکنواختی و ملال می‌کند اما در برابر عشق به دختری جوان باز هم به هیجان می‌آید. او پس از چندی درگیر مشکلات خانوادگی می‌شود و سرانجام این دختر جوان است که به بهای زندگی خود، سعادت خانواده‌ای را نجات می‌دهد.

## بازیگران
اسامی بازیگران فیلم طلوع به شکل* و ترتیب نمایش در عنوان‌بندی آغازین فیلم :
- جمشید مشایخی به نقش دکتر
- فخری خوروش به نقش همسر دکتر
- گوگوش
- اردشیر کاظمی[۵]
- بلا الوندی
- فروز
- واچیک الوندی
- محمد محمدی
- هایک میناسیان
- شارخ رضایی
- محمد بهزادی
- ناهید خیابانی
- بهمن امیری
- آنیتا امیری
- خسرو راستین
- هوشنگ ثابت
- شهین ریودی
- عزیز فیروزی
- اکبر مقصدی

## نمایش فیلم
فیلم طلوع برای بار نخست در تاریخ چهارشنبه ۲۶ فروردین ۱۳۴۹ خورشیدی در دو سینمای کاپری و سیلورسیتی (قلهک) در تهران و در سینما دیاموند مشهد به نمایش درآمد  . این فیلم جایگزین فیلم نورمن هیپی شده (۱۹۶۹) در سینما کاپری و جایگزین فیلم جنجال در بیمارستان (عنوان اصلی Carry On Doctor) در سینما سیلورسیتی شد .
فیلم طلوع، پس از سه هفته نمایش، در سینما سیلورسیتی در تاریخ چهارشنبه ۱۶ اردیبهشت ۱۳۴۹  جای خود را به فیلم «کسب و کار ایتالیایی» داد . فیلم طلوع در سینما کاپری در مجموع با پنچ هفته نمایش در تاریخ سه شنبه ۲۹ اردیبهشت ۱۳۴۹ به نمایش خود پایان داد.

## موسیقی فیلم
- موزیک متن و نوازنده پیانو: جواد معروفی
- آهنگساز و تنظیم‌کننده ترانه‌های فیلم: عطاءالله خرم
- ترانه‌سرایان: ثریا شکیبایی، پرویز وکیلی و نوذر پرنگ
- خوانندگان: گوگوش و حسین موفق

- در فیلم طلوع چهار ترانه‌ اجرا شد که همگی با آهنگسازی و تنظیم عطاءالله خرم توسط شرکت آهنگ روز بر روی صفحه گرامافون نیزمنتشر شدند شامل:

1. ای خورشید: خواننده: گوگوش، ترانه‌سرا: پرویز وکیلی[۱۱]
2. سلام ای عشق: خواننده: گوگوش، ترانه‌سرا: ثریا شکیبایی[۱۲]
3. عروسک قشنگم: خواننده گوگوش، ترانه‌سرا: نوذر پرنگ[۱۳]
4. جوانی: خواننده: حسین موفق، ترانه‌سرا: نوذر پرنگ[۱۴]

## جوایز
فیلم طلوع موفق به دریافت یک جایزه از سومین جشنواره سینمایی سپاس شد .
- مجسمهٔ طلای سپاس برای بهترین فیلم‌برداری رنگی به سلیمان میناسیان